# Kap Columbia

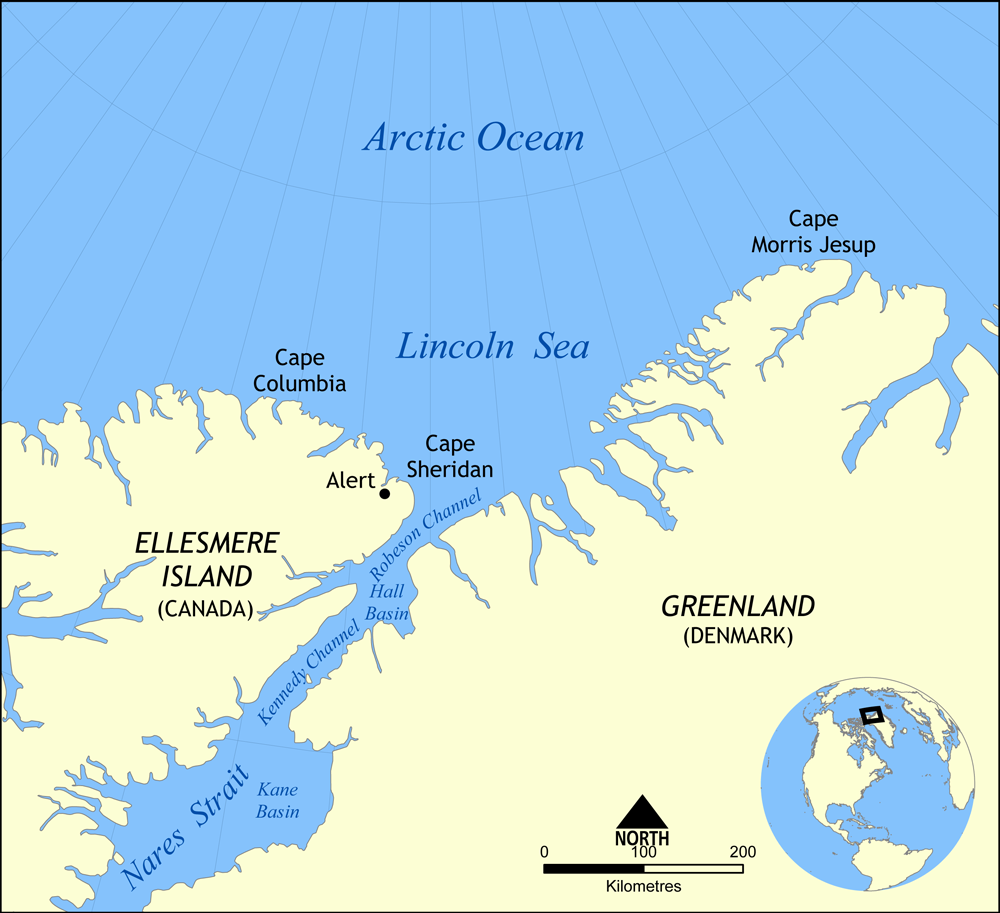
Die Lincolnsee mit Kap Columbia (links) und Kap Morris Jesup (rechts)

Das Kap Columbia (englisch Cape Columbia) ist der nördlichste Punkt Kanadas und des amerikanischen Kontinents, wenn man diesem Grönland nicht zurechnet. Es liegt auf der Ellesmere-Insel im Kanadisch-Arktischen Archipel auf 83° 6′ 41″ N, 69° 57′ 30″ W 766,84 km vom Nordpol entfernt. Vom Kap Columbia bis zum südlichsten Punkt des amerikanischen Kontinents (Kap Hoorn) beträgt die Entfernung 15.485 km.

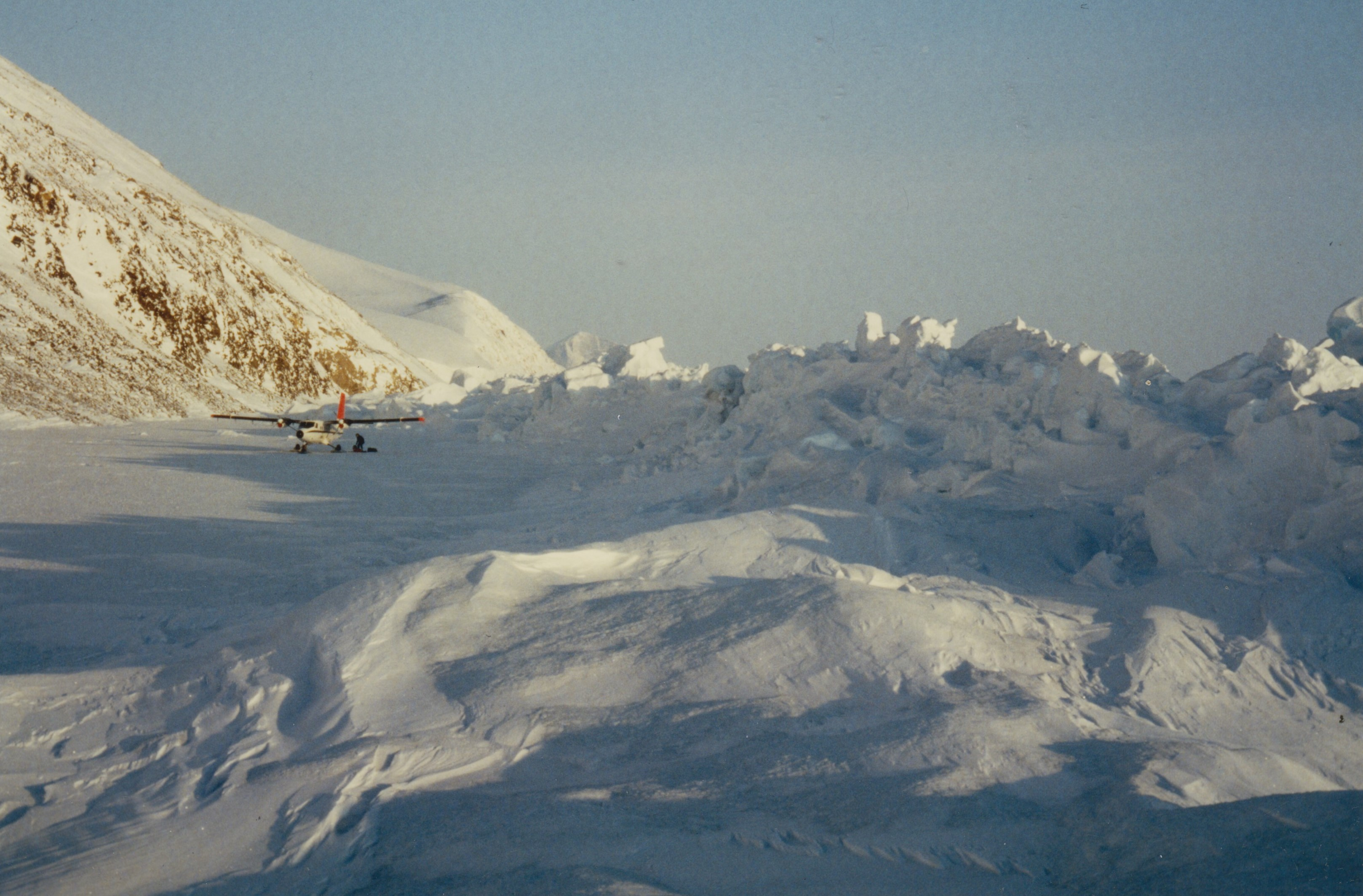
Das Packeis des Arktischen Ozeans staut sich vor Cape Columbia, 25. April 1990

Erstmals erreicht wurde das Kap von Lieutenant Pelham Aldrich, einem Teilnehmer der britischen Arktisexpedition von 1875 bis 1876 unter George Nares.

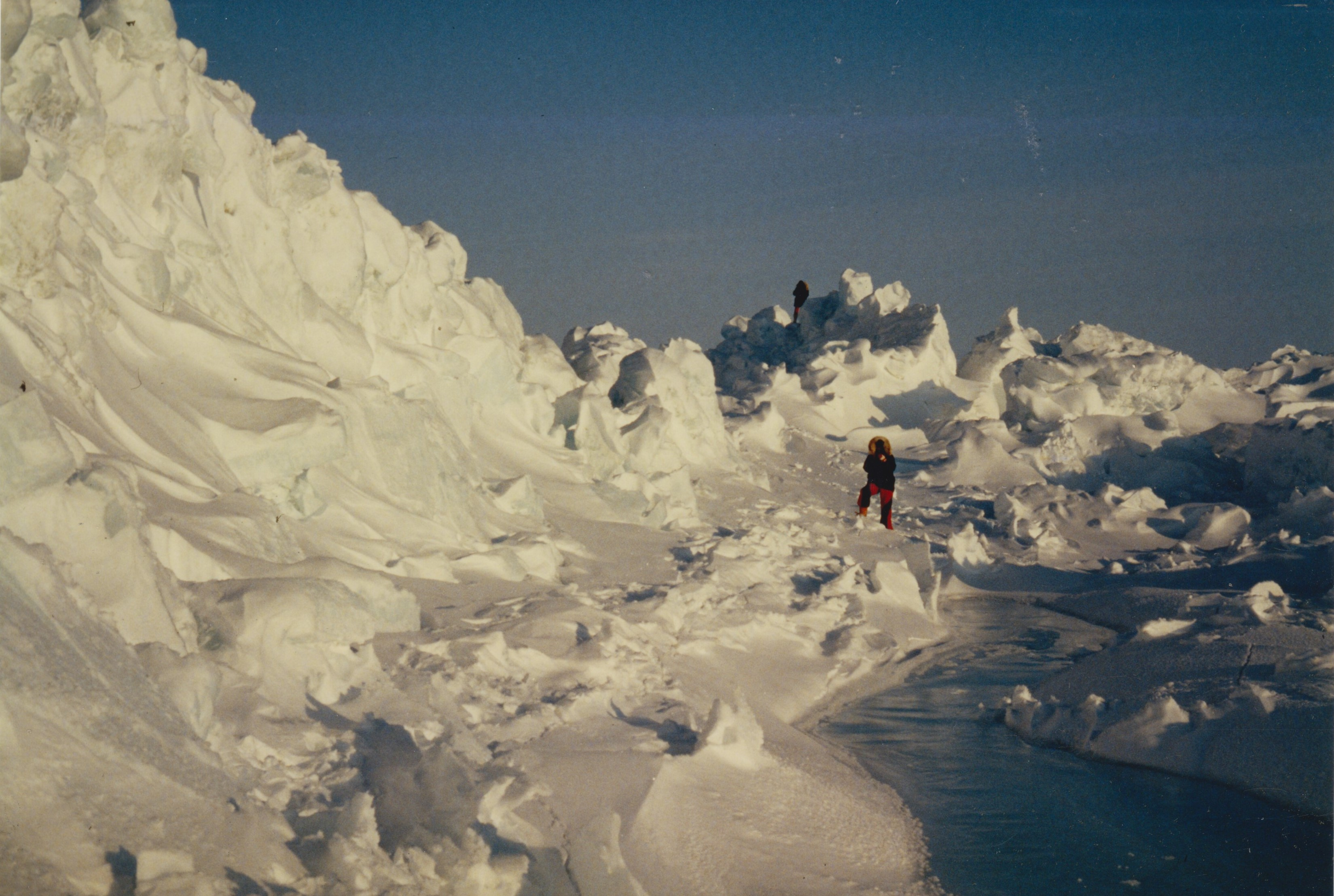
Im Presseis des Arktischen Ozeans vor Cape Columbia

Als nördlichster Festlandspunkt von Kanada ist Kap Columbia der Eisdrift des arktischen Packeises ausgesetzt. Das etwa 2 Meter mächtige Packeis des Arktischen Ozeans kann sich hier über Hundert Meter pro Tag von Ost nach West bewegen. Als Folge davon können mächtige Presseisrücken am Kap Columbia aufgeschichtet werden.

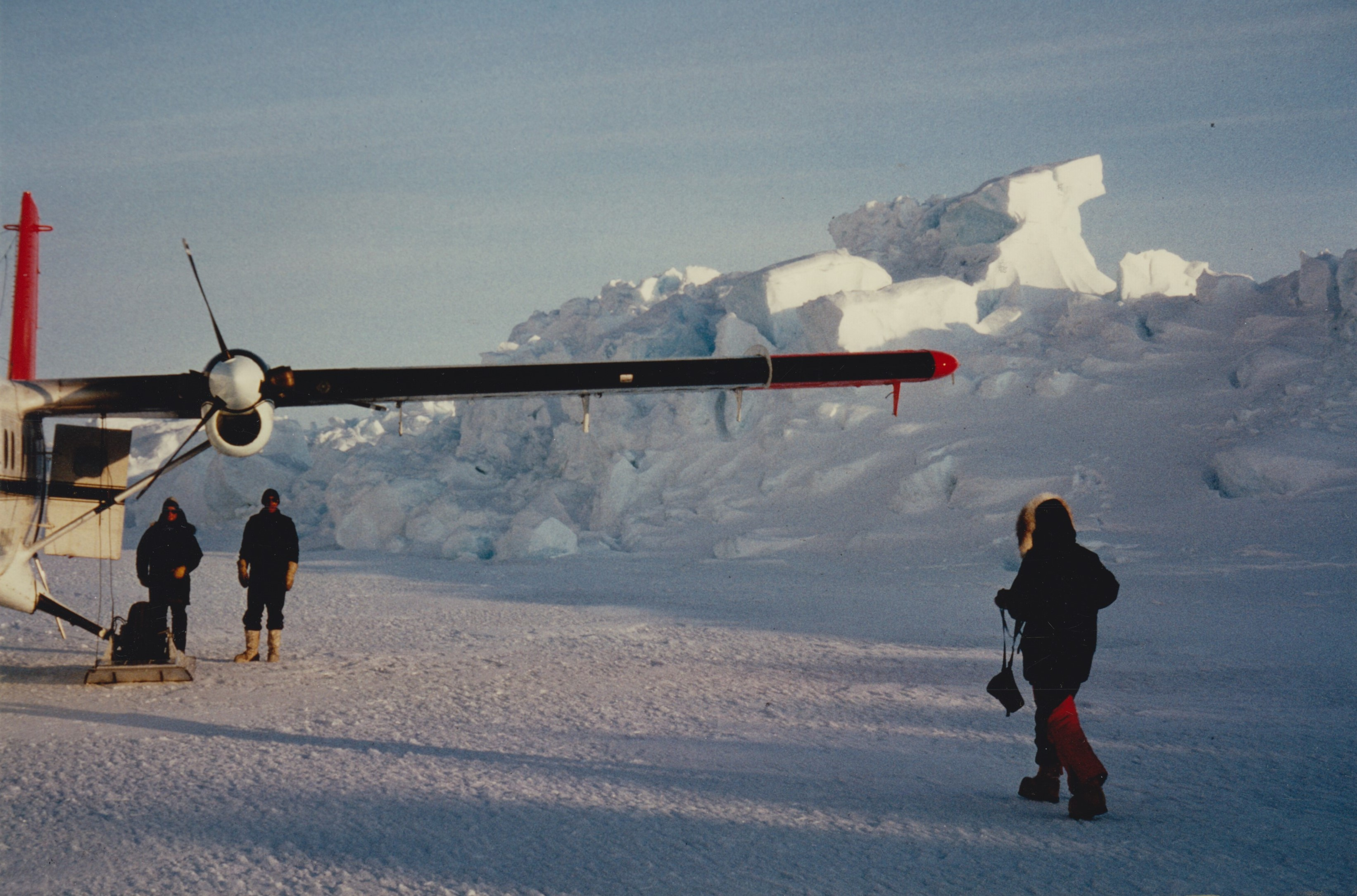
Packeis des Arktischen Ozeans staut sich vor Cape Columbia. Die Twin-Otter-Maschine steht auf dem Festeis zwischen dem aufgestapelten Packeis (rechts) und dem Festland